# Current 93
Current 93 est un groupe britannique de musique expérimentale, originaire de Londres, en Angleterre. Il est formé en 1982 par David Tibet (né David Michael Bunting, rebaptisé Tibet par Genesis P-Orridge peu avant la création du groupe).

## Histoire
Le groupe est formé en 1982 par David Tibet. Tibet est le seul membre constant du groupe, bien que Steven Stapleton (de Nurse With Wound) ait participé à la quasi-totalité des albums de Current 93. Michael Cashmore fait aussi partie des collaborateurs fréquents. Douglas P. de Death in June a joué sur plus d'une douzaine des albums de Current 93, et Steve Ignorant de Crass (sous le pseudonyme Stephen Intelligent), Boyd Rice, la runologiste Freya Aswynn, Nick Cave, Björk, Rose McDowall, Tiny Tim, Tony Wakeford de Sol Invictus et Death in June, John Balance de Coil et Ian Read de Fire and Ice, ainsi que dernièrement Andrew W.K., ont aussi prêté leur talent à travers les années. 
Tibet est un adepte des écrits de l'auteur américain Thomas Ligotti, et l'a invité à collaborer avec Current 93. On trouve sur l'album Black Ships Ate the Sky de 2006, Bonnie Prince Billy, Antony et Baby Dee (du groupe Anohni and the Johnsons, le guitariste Ben Chasny, des groupes Comets on Fire et Six Organs of Admittance, Cosey Fanni Tutti et Marc Almond du groupe Soft Cell bien connu pour son hit Tainted Love (repris d'ailleurs par Coil).
La discographie de Current 93 est très vaste, composée de plus d'une vingtaine d'albums, de nombreux singles, et compte de nombreuses participations avec les groupes cités plus haut, ainsi qu'avec Magic Lantern Cycle, Nature and Organization et le Hafler Trio.

## Style musical
Les albums des débuts de Current 93 rappellent ceux de la musique industrielle de la fin des années 1970, début des années 1980 : boucles abrasives, bruits synthétiques entêtants, sur lesquels Tibet pose une voix saturée. Plus tard, Tibet abandonne le côté industriel pour une musique plus organique, qualifiée d'apocalyptic folk ou néofolk, dans laquelle il laisse parfois libre cours à son chant influencé par des berceuses enfantines. C'est aussi à ce moment que la musique de Current 93 prend une tournure acoustique, voire orientée folk.

## Thèmes et influences
Les paroles de Tibet proviennent de thèmes très divers. Les premiers albums sont le reflet de ses préoccupations sur la mort, le Christ, la mystique. Tibet emprunte le nom de Current 93 à Aleister Crowley (le Courant 93 étant le courant de Thélème ou d'Agapé). On retrouve aussi des éléments du bouddhisme tibétain et ses svastikas, du gnosticisme, de l'étude des runes, et même des références à oui-Oui, aux éléphants roses, au film Le Dieu d'osier, et beaucoup d'éléments d'occultisme sont présents. Les paroles de Current 93 s'imprègnent toujours davantage de l'intérêt que porte Tibet au mysticisme chrétien.
Les influences littéraires sont également diverses, puisqu'on y retrouve Les Chants de Maldoror de Lautréamont, La Bible, les Eddas, l'Imperium selon Francis Parker Yockey, Hildegarde de Bingen, les écrits énochiens, les écrits coptes retrouvés à Nag Hammadi, William Blake, Louis Wain, James Joyce et le comte Eric Stenbock.
Parmi les influences musicales de Tibet, nous trouvons des chants religieux, la musique folk traditionnelle, The Incredible String Band, Sand, Comus, Blue Öyster Cult, Black Sabbath, Love, Shirley Collins, certains groupes de musique progressive comme Yes, King Crimson, Emerson, Lake and Palmer, et le compositeur parsi Kaikhosru Shapurji Sorabji.

## Discographie
- 1983 : Mi-Mort (cassette), split avec Nurse With Wound
- 1984 : LAShTAL, 12"
- 1984 : No Hiding from the Blackbird, 7", split avec Nurse With Wound
- 1984 : Nature Unveiled,LP (réédité en CD, 1992)
- 1984 : Dogs Blood Rising, LP (réédité en CD, 1988 et 1995)
- 1985 : Live at Bar Maldoror, LP (réédité en CD 1990 et 1994)
- 1985 : Nightmare Culture, split EP avec Sickness of Snakes (Coil/Boyd Rice)
- 1986 : In Menstrual Night, LP (réédité en CD, 1994)
- 1986 : NL Centrum-Amsterdam, cassette live split avec Nurse With Wound
- 1987 : Happy Birthday Pigface Christus, 12"
- 1987 : Dawn, LP (réédité en CD, 1994)
- 1987 : Imperium, LP (réédité en CD, 1992, 2001)
- 1987 : Crowleymass (avec HÖH), 12"/CDS (réédité en 1997)
- 1988 : Christ and the Pale Queens Mighty in Sorrow, 2XLP (réédité en CD, 1989, 1994)
- 1988 : Swastikas for Noddy, LP (réédité en CD sous le nom Swastikas for Goddy, 1988, 1993)
- 1988 : Faith's Favourites, 12"
- 1988 : Earth Covers Earth, LP (réédité en CD, 1992) (réédition limitée LP, 2005)
- 1989 : Rome/Hourglass for Diana/Fields of Rape, 7" (live)
- 1989 : She Is Dead and All Fall Down, 7" en édition limitée
- 1989 : Crooked Crosses for the Nodding God, CD
- 1990 : Looney Runes, LP, CD 1990, 1992
- 1990 : 1888, EP split avec Death in June
- 1990 : Horsey, réédition de Horse (1987).
- 1991 : Island (avec HÖH), LP/CD
- 1991 : As the World Disappears (live), CD
- 1992 : Thunder Perfect Mind, 2XLP/CD (réédition, 1994)
- 1992 : Current 93 / Death in June / Sol Invictus (live), enregistré à Francfort, Allemagne, 1991. À l'origine, un pirate : Day of Dawn.
- 1993 : Emblems: The Menstrual Years, LP, 2XCD rétrospective
- 1993 : Hitler as Kalki (live), CD 5 titres enregistrés à l'église Saint-Germain d'Amiens (nuit d’Halloween, 1992), au Walthamstown Royal Standard à Londres (30 juillet 1992) et au Passage du Nord-Ouest à Paris (5 janvier 1993)
- 1994 : Of Ruine or Some Blazing Starre, LP/CD
- 1994 : Lucifer Over London, EP/CD
- 1994, The Fire of the Mind, CD
- 1994 : Tamlin, 12", CDS
- 1995 : Where the Long Shadows Fall, 12", CDS
- 1996 : All the Pretty Little Horses, LP, CD
- 1996 : The Starres Are Marching Sadly Home, 12", CDS
- 1996 : Untitled, CD avec Tiny Tim, Nurse With Wound et Nature and Organization
- 1997 : In a Foreign Town, in a Foreign Land, édition limitée, avec le livre éponyme de Thomas Ligotti.
- 1998 : Soft Black Stars, LP/CD, (réédité en CD en 2005)
- 1999 : Calling for Vanished Faces, 2XCD rétrospective
- 1999 : An Introduction to Suffering, Current 93/Michael Cashmore/Christoph Heemann LP/CD
- 1999 : Misery Farm, CD
- 1999 : All Dolled Up Like Christ, 2X Live CD
- 2000 : I Have a Special Plan for This World, 12"/CD, Thomas Ligotti poème en prose lu par Tibet.
- 2000 : Sleep Has His House, LP/CD
- 2000 : Faust, LP/CD
- 2001 : The Great in the Small, LP/CD
- 2001 : Cats Drunk on Copper, CD (Live at the Union Chapel, Londres, 3 mai 1997)
- 2001 : Bright Yellow Moon, 2X 12"/CD Current 93/Nurse with Wound
- 2001 : Purtle, CD Split avec Nurse With Wound
- 2001 : This Degenerate Little Town, CD avec Thomas Ligotti
- 2002 : The Seahorse Rears to Oblivion, 12"/CD
- 2002 : Music for the Horse Hospital, 2XCD Current 93/Nurse with Wound
- 2003 : A Little Menstrual Night Music, CD
- 2004 : Halo, CD
- 2004 : SixSixSix: SickSickSick, CD compilation de Tamlin, Lucifer over London, Misery Farm, et deux morceaux tirés de Looney Runes
- 2005 : How I Devoured Apocalypse Balloon, 2XCD (Live at St. George The Martyr Anglican Church, Toronto, 18-19 juin 2004)
- 2005 : ⲛⲧⲛⲁⲩ ⲛϩⲱⲧⲡ ⲙⲡⲣⲏ ⲁϩⲉⲛⲉϫⲏⲩ ⲉⲩⲕⲏⲙ ⲟⲩⲉⲙ ⲧⲡⲉ, CD (promo pour Black Ships Ate The Sky; le titre en Copte signifie At Sunset Black Ships Ate The Sky)
- 2005 : Judas as Black Moth (Hallucinatory Patripassianist Song), 2XCD, best of/introduction à l'œuvre de C93
- 2006 : Black ships ate the sky, LP & CD
- 2007 : The Inmost Light
- 2007 : Birdsong In The Empire
- 2007 : Black Ship In The Underworld avec Sebastian Horsley
- 2007 : Black Ships Heat The Dancefloor
- 2008 : Birth Canal Blues (deux versions)
- 2009 : Aleph At Hallucinatory Mountain
- 2009 : Monohallucinatory Mountain
- 2010 : When The May Rain Comes, 12" & CD
- 2010 : Baalstorm, Sing Omega
- 2011 : HoneySuckle Æons
- 2018 : The Light Is Leaving Us All (en)
- 2019 : Invocations of Almost
- 2020 : If A Star Turns Into Ashes
- 2022 : If A City Is Set Upon A Hill

### Current 93 Presents
- 1986 : Aleister Crowley - The Hastings Archives/The World As Power, LP
- 1988 : The Venerable 'Chi.med Rig. 'dzin Lama, Rinpoche - Tantric rNying.ma Chant of Tibet, LP/CD
- 1990 : Harry Oldfield - Crystal, LP/CD
- 1990 : Sveinbjörn Beinteinsson - Edda, LP/CD
- 1992 : Shirley Collins - Fountain of Snow, CD
- 1995 : Tiny Tim - Songs of an Impotent Troubadour, CD
- 1997 : The Aryan Aquarians - Meet Their Waterloo, LP/CD